# Vijlvissen
Vijlvissen (Monacanthidae) vormen een familie binnen de orde van Kogelvisachtigen (Tetraodontiformes). De vissen hebben een bladachtig, plat lichaam en een ruwe huid. Zij hebben relatief kleine borstvinnen en afgestompte waaiervormige staartvinnen. Op de kop dragen zijn een spitse terugklapbare vin. De tweede rugvin is kort en dient voornamelijk om de lange eerste rugvin vast te zetten als deze rechtop staat. Dit verklaart de naam Monacanthidae, die is afgeleid van het Oudgrieks: μόνος, monos ('enkel') en ἄκανθα, akantha ('stekel'). Zij komen in alle tropisch zeeën voor en houden zich vaak tussen planten op, waarvan zij moeilijk zijn te onderscheiden. Zij kunnen ook hun kleur aan de omgeving aanpassen. Hun voedsel bestaat voornamelijk uit koraalpoliepen.
Hun manier van zwemmen lijkt op die van de trekkervissen.

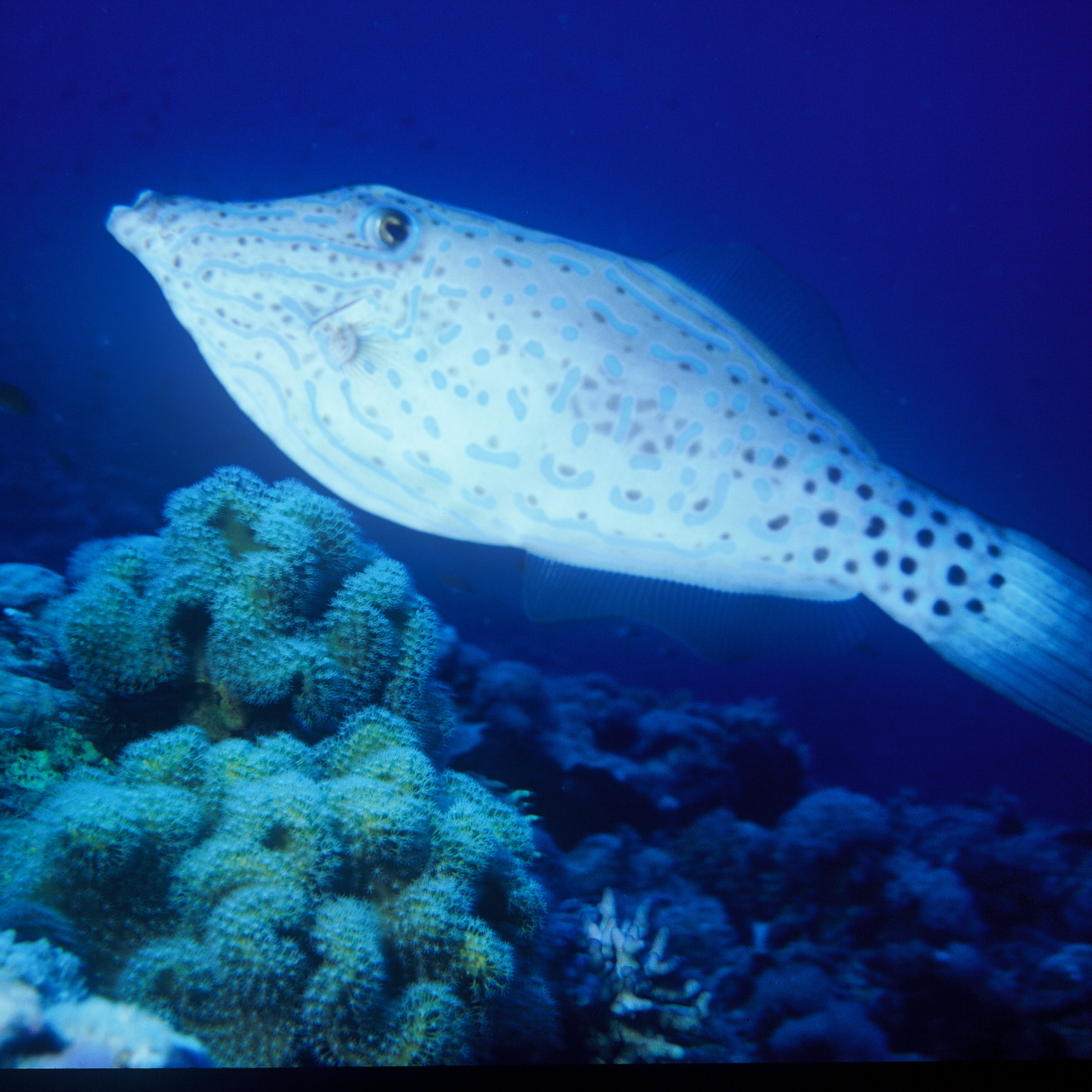
Vijlvis (aluterus geslacht)

## Soorten
- Acanthaluteres Bleeker, 1865
- Acreichthys Fraser-Brunner, 1941
- Aluterus Cloquet, 1816
- Amanses J. E. Gray, 1835
- Anacanthus J. E. Gray, 1830
- Brachaluteres Bleeker, 1865
- Cantherhines Swainson, 1839
- Cantheschenia Hutchins, 1977
- Chaetodermis Swainson, 1839
- Colurodontis Hutchins, 1977
- Enigmacanthus Hutchins, 2002
- Eubalichthys Whitley, 1930
- Lalmohania Hutchins, 1994
- Meuschenia Whitley, 1929
- Monacanthus Oken, 1817
- Nelusetta Whitley, 1939
- Oxymonacanthus Bleeker, 1865
- Paraluteres Bleeker, 1865
- Paramonacanthus Bleeker, 1865
- Pervagor Whitley, 1930
- Pseudalutarius Bleeker, 1865
- Pseudomonacanthus Bleeker, 1865
- Rudarius D. S. Jordan & Fowler, 1902
- Scobinichthys Whitley, 1931
- Stephanolepis T. N. Gill, 1861
- Thamnaconus J. L. B. Smith, 1949